# Варшава-Єрусалимські Алеї
Варшава-Єрусалимські Алеї (пол. Warszawa Aleje Jerozolimskie) — пасажирська станція польської залізниці, розташована за станцією Варшава-Редута Ордона у напрямку WKD, яка обслуговує приміські маршрути.
Станція побудована в кінці липня та введена в експлуатацію на початку вересня 2008 року.
Зі станції курсують поїзди Koleje Mazowieckie до станцій Пясечно, Ґура-Кальварія, Чахувек, Радом та Скаржисько-Каменна. З 2012 року поїзди швидкісної варшавської залізниці курсують до аеропорту Шопена.
На 2018 рік станція обслуговувала 4 100 пасажирів на добу.

## Напрямки сполучення
| Перевізник                 | Лінія | Маршрут |
| -------------------------- | ----- | --- |
| Koleje Mazowieckie         | R8    | Варшава-Східна — Варшава-Єрусалимські Алеї — Пясечно — Радом                                                 |
| Koleje Mazowieckie         | RL    | Модлін — Варшава-Єрусалимські Алеї — Аеропорт Шопена                                                         |
| Szybka Kolej Miejska       | S2    | Сулеювек-Мілосна – Варшава-Єрусалимські Алеї – Аеропорт Шопена                                               |
| Szybka Kolej Miejska       | S3    | Легіоново-Пяски — Легіоново – Варшава-Єрусалимські Алеї – Аеропорт Шопена                                    |
| Warszawska Kolej Dojazdowa | WKD   | Варшава-Середмістя — Варшава-Єрусалимські Алеї — Прушкув — Гродзиськ-Мазовецький Радоньська/Мілянувек-Грудув |

### Курсування поїздів приміської залізниці
- Гродзиськ-Мазовецький Радоньська
  - 31 поїзд у будні дні (крім липня та серпня)
  - 28 поїздів у будні дні липня та серпня
  - 22 поїзди по суботах, неділях та святкових днях
- Коморув
  - 8 поїздів у будні дні (крім липня та серпня)
- Мілянувек-Грудув
  - 16 поїздів у будні дні
  - 15 поїздів по суботах, неділях та святкових днях
- Подкова-Лесьна Головна
  - 7 поїздів у будні дні (крім липня та серпня)
  - 3 поїзди у будні дні липня та серпня
- Варшава-Середмістя
  - 63 поїзди у будні дні (крім липня та серпня)
  - 48 поїздів у будні дні липня та серпня
- 37 поїздів по суботах, неділях та святкових днях
- Щоденно обслуговується:
  - 125 поїздів у будні дні (крім липня та серпня)
  - 95 поїздів у будні дні липня та серпня
  - 74 поїзди по суботах, неділях та святкових днях.